# シレーヌ (デビルマン)
シレーヌは、永井豪作（原作）の漫画・アニメ作品『デビルマン』に登場する架空の悪魔。

## キャスト
声優
- 北浜晴子（テレビアニメ版）
- 里見京子（マジンガーZ対デビルマン）
- 榊原良子（OVA版〈妖鳥死麗濡編〉、CBキャラ 永井豪ワールド、スーパーロボット大戦DD）
- 田中敦子（PS版ゲーム『デビルマン』、DEVILMAN crybaby）
- 川上とも子（ゲーム『悪魔雀〜デビルマージャン〜』）
- 伊藤静（パチンコ『Pデビルマン 〜疾風迅雷〜』）

俳優
- 富永愛（実写映画版）

## 人物像
漫画版
人間の美女に、頭部から猛禽類の美しく白い翼を生やしたデーモン。その姿から「妖鳥シレーヌ」の異名を持つ。分離してブーメランのような武器になる両腕と鋭い爪を武器にしている。格調高い台詞も話すが、デビルマンと死闘を繰り広げるうちにお互いに「何を寝ぼけてやがる」などなどの柄の悪い喋り方に変わってゆく。
漫画前半にて、不動明/デビルマンに対する刺客として襲撃してきた。部下であるアグウェルとゲルマーに牧村家を襲撃させ、2人を倒して疲労し、油断した明を背後からの不意打ちで捕らえた。電流の流れる鉤爪で変身不能に陥らせそのまま魔王ゼノンの元に連行しようとするも、飛鳥了の妨害により失敗し、明に変身を許してしまう。
そしてデビルマンと空中戦を展開するが、苦戦を強いられ地上戦に移る。右腕を飛ばしてブーメランにする攻撃方法でデビルマンの左腕を切断し、鳩尾にも深手を負わせる。しかし、デビルマンに逆に自分の爪を利用され誤爆して腹部に致命傷を負わされ、さらに片翼を捥がれて瀕死の状態に陥る。魔王ゼノンに助けを請うと旧知であるカイムが出現し、合体して自らの身体と能力を用いるよう申し出る。当初はカイムを犠牲にすることを躊躇っていたが、カイムが命を捨てる覚悟を決めて尻尾で彼自身の首を捻じ切ったため、その意を汲んで合体する。
合体してカイム・シレーヌとなりデビルマンと対決、カイムの角から放つ電流でデビルマンにダメージを与え、そのままカイムの角でデビルマンの鳩尾を貫き戦闘不能に陥るほどの重傷を負わすも止めを刺す寸前に絶命しそのまま立ち往生した。その最期の姿の、勝利を確信した笑顔を見た明は心の中で「美しい」と呟いた。
永井豪の自伝的漫画『激マン!』による本シーンへの言及によれば、当初は戦闘しながら「デビルマンが空中でシレーヌをレイプする空中ファックを入れる予定」であったことが判明している。これは原作者のながい激が『ハレンチ学園』を描いたことにより、世間からハレンチ漫画家と烙印を押されたので決定的にしてしまおうと考えたためであるが、これは「マネージャーと担当の猛反対」により没にされている。しかし後に『DEVILMAN crybaby』でようやく描かれた。
テレビアニメ版
漫画版と違って一介の妖獣として登場。外見は漫画版に近いが、胸や腹部を羽毛で覆っており、露出が控えられているほかに肌の色が青くなっており、翼も青系となっている。
デビルマンを元の「デーモンの勇者」に戻すために牧村美樹を攫って人質にし、不動明の姿のデビルマンに美樹を助けたければデーモン族に戻れと迫る。
戦闘ではほぼ劣勢となり一方的に攻撃で追い詰められ、デビルビームを受けて蒸発し死亡した。

映画『マジンガーZ対デビルマン』
マジンガーZに破壊された機械獣の爆発が切っ掛けとなって復活。都市を破壊した後、ヒマラヤへ向かい魔将軍ザンニンを捜し求めた。ドクターヘルに追跡され、テレパシー光線銃を撃ち込まれてザンニン・妖獣ブゴと共にヘルの協力者となる（実質的には配下に近い）。
完成間近のジェットスクランダーを破壊、弓さやかと兜シローを攫うなどの活躍を見せ、最終戦でもデビルマン捕獲に一役買った。しかし、完成したスクランダーを装着したマジンガーZに敗れる。
外見はテレビアニメ版に準ずる。
なお、テレビアニメ版の北浜晴子は、レギュラーの敵キャラクターである「あしゅら男爵」（の片方）として本作品に参加している。
デビルマンレディー版
漫画版『デビルマンレディー』では、当初は「アニメのキャラクター」として登場人物の台詞に名前が出てきた。
後に、「漫画版『デビルマン』とよく似たことがあったパラレルワールド」という世界観が明かされてからは、地獄・第七の圏で幅を利かせる魔人として登場。カイムとはデビルマンと最後に戦った時と同様、霊体のレベルで合体しており、合体体カイム・シレーヌの状態で地獄を席巻していた。
デビルマンへの戦いに敗れたこととデビルマンに挑み続けた理由が自身のアモンへの恋心だったのに気づいてしまったこと、霊体が分裂して復活したカイムをそのために利用したことへの後ろめたさから、メドゥーサに頼んで自身を石像と化す。
その後、地獄の崩壊とメドゥーサからの計らいで復活し、霊体として現世に出る。そして、瀕死のデビルマンノワールの身体と融合し、漆黒の美しい翼を生やした（「シレーヌノワール」とも言うべき）全く新しいデーモンとなる。
実写映画版
性格などは漫画版とほぼ同様であるが、アモンの嘗ての恋人であったという違いがある。外見も若干違っており、胸のところがブラジャーのような羽毛で隠れていたりする。性格も漫画版やアニメ版に比べると誇り高く正々堂々とした戦いを好む。了の自宅の地下にある研究所に明を呼び出してアモンの意思を呼び出そうとするが、無駄だと分かり半デビルマン形態の明と人間体で戦う。その後、人間体から本来の姿であるデーモンの姿に変身し、同じくデビルマンに変身した明と壮絶な空中戦を展開する。戦闘では変身に慣れていないデビルマンに圧勝し、デビルマンの鳩尾を爪で切り裂き飛び立った場所と同じ研究所に墜落させる。そのまま明に止めを刺そうとするも了（サタン）に制止される。その後、明が目覚めた際には姿を消しており、サタンに消滅させられたことを暗示させるように羽毛だけが床に舞っていた。
OVA『デビルマン 妖鳥死麗濡編』
漫画版に同じ。
OVA『CBキャラ 永井豪ワールド』
ギャグストーリーゆえか人の名前を覚えるのが苦手。アモンに想いを寄せており、彼から魂の中核を抜き取った大魔神サタンを憎んでいる。その中核を用いて創造されたデーモンがいることは知らない。
小説版
物語中の展開は、漫画版と同様。
太古では「妖妃」の異名を持つ美しい女デーモンであり、「妖姫」の異名を持つ妹イフェメラと共にデーモン族随一の美女姉妹として名を馳せていたことが語られた。
イフェメラはデーモン族の勇者アモンの恋人であったが、あるデーモンがアモンを倒そうとイフェメラを人質にした際にアモンがイフェメラを見捨て、そのデーモン諸共に殺してしまったことが、シレーヌがデビルマンを倒そうとする動機の1つに加えられている。
AMON デビルマン黙示録
古代の地球を描いたエピソードで、色黒のシレーヌ族が登場する。『デビルマン』本編のような色白のシレーヌは不吉とされ、幽閉されていた。当初はアモンの師匠的な役回りで登場し、テレパシーで彼に戦いの基本を教える。サタンと出会ってからは、彼（彼女?）から与えられた存在意義に依存する女となってしまった。
神々との最終決戦で瀕死の重傷を負い、死ぬ前に生んだ娘が『デビルマン』本編に登場するシレーヌとされている。また、カイムは本編のシレーヌからすれば母親の戦友であり、育ての親でもあることが設定された。
スピンオフ作品 闘神デビルマン
デーモンの幹部「四天魔」を補佐する「紅蓮将」の1人。また、アモンが認めるほどの実力を持つ誇り高い性格の持ち主。
デビルマン対ゲッターロボ
恐竜帝国帝王ゴールの前に現れ、デビルマンと並ぶ脅威であるゲッターロボ打倒のために同盟を結ぶ。
実写映画版と同様にアモンとは恋仲だったため、デビルマンを憎んでいる。ゴールとの会話で、嘗てデーモンと恐竜帝国（ハチュウ人類）は永きにわたって地球の覇権をめぐって争っていたことがわかる。
デビルマンG
群青の翼と濃い体色にデザインされ、当初は「マダム」と呼ばれるデーモン族として登場。真の力を得るために融合するための人間を探していた。
不動アキラに倒されるが、雷沼ツバサという少女と融合しており、正体を隠して暗躍。時に不動アキラとも共闘し、デーモン族と闘う。デビルマン軍団とデーモン族の全面戦争となった終盤で、人間としての雷沼ツバサを愛しデビルマン・カイムとなった少年・東大寺によりツバサの仇として討たれるが、彼は愛しいツバサがシレーヌ自身であったことを知るとシレーヌと合体し戦いの場を後にした。

## 戦闘能力
基本的には能力が高く、漫画版では後に現れた魔獣ジンメンが「これがあのシレーヌを倒したデビルマンか」と称するなどデーモン族の中でもかなり高い能力を持っていたようである。ただし、『地獄の野獣』の異名を持つ勇者アモンに対しては恐れを抱いていたようである。そのため、以前のアモン以上の実力を持つデビルマン（不動明）に対しては策略を用いて戦いを挑んだ。
アニメ版での実力は未知数であるが、デビルマンにあっさり倒されたことから、それほど高い能力は持っていないようである。映画『マジンガーZ対デビルマン』では、飛行できる点でマジンガーZを翻弄し、妖獣ブゴ・機械獣ヘッドホークとの連携でデビルマン捕獲に成功した。爪は完成前のスクランダーを破壊する威力を持っている。しかし、スクランダー装備のマジンガーZには問題にされず、あっさりと倒された。
実写映画版では、漫画版やアニメ版と違い、デビルマンに一騎討ちを挑み圧勝している。

## 武器・技
両腕の爪
両腕は脱着可能であり、分離した腕はブーメランのように飛行して回転しながら敵を切り刻む武器になる。ただし、触手でコントロールしているため、触手を攻撃されて精神力を乱されると誤爆の危険を伴う。両足の鉤爪との併用でデビルマンを苦しめた。
永井豪の自伝漫画『激マン! デビルマンの章』では、このシレーヌの腕を分離させる攻撃が後の『マジンガーZ』のロケットパンチに発展していったことが明かされている。しかし、後に『激マン! マジンガーZ編』でよく調べてみたら順序が逆で『マジンガーZ』の方が先であったことが判明した。
念力波
OVA版のみで使用。手から衝撃波を放ち、敵にダメージを与える。
テレポート
OVA版のみで使用。デビルマンの蹴りの連打から逃れるために使用。上級デーモンは全て使用可能である。